# Wayland Leonardowitsch Rudd
Wayland Leonardowitsch Rudd (russisch Вейланд Леонардович Родд; * 1900 in Lincoln, Nebraska; † 4. Juli 1952 in Moskau) war ein amerikanisch-sowjetischer Schauspieler.

## Leben
Mit siebzehn Jahren zog Wayland Rudd nach Washington. Er studierte an der Howard University und verkaufte Lebensversicherungen. Rudd spielte in einer Amateurtruppe, bevor er im Jahr 1929 von Jasper Deeter ans Hedgerow Theatre in Rose Valley geholt wurde. Auf dieser Bühne übernahm er die Titelrollen im Eugene O’Neills Der Kaiser Jones und im Othello, außerdem war er bei einigen Broadway-Produktionen zu sehen. Im Jahr 1932 reiste er als Teil einer Gruppe von 22 Afroamerikanern nach Moskau, um in einem Film vom deutschen Regisseur Carl Junghans mitzuwirken. Als das Projekt abgesagt wurde, entschied sich Rudd in der Sowjetunion zu bleiben.
Er wurde als Ensemblemitglied am Meyerhold-Theater aufgenommen und war danach beim Stanislawski-Theater. Während seines kurzen Besuches 1934 in den USA erklärte er: „Looking at the theatre in America after working with the theatre in Russia for two consecutive years is a great and confusing experience for any American actor; and if that actor is a Negro it is almost a calamity“. In der UdSSR spielte Rudd unter anderem in Juri Germans Das Vorspiel, Die Liste der Wohltaten von Juri Olescha oder Tiefe Wurzeln von Arnaud d’Usseau und James Gow. Im Jahr 1933 gab er sein Filmdebüt in Lew Kuleschows Der große Tröster. Er studierte an der Fakultät für Regie am Staatlichen Institut für Theaterkunst in Moskau und verfasste einige Theaterstücke, darunter Andy Jones nach einer Autobiografie von Angelo Herndon.
Wayland Rudd verstarb im Jahr 1952 an einer Blinddarmentzündung. Sein Sohn Wayland Rudd Jr. (* 1946) ist ein russischer Jazz-Sänger.

## Filmografie (Auswahl)
- 1933: Der große Tröster (Weliki uteschitel)
- 1936: Tom Sawyer
- 1945: Der fünfzehnjährige Kapitän (Pjatnadzatiletni kapitan)
- 1947: Das Leben eines großen Forschers (Miklucho-Maklai)